# Philomeces melasomus
Philomeces melasomus är en skalbaggsart som först beskrevs av Thomson 1858.  Philomeces melasomus ingår i släktet Philomeces och familjen långhorningar.
Artens utbredningsområde är Gabon. Inga underarter finns listade i Catalogue of Life.